# Reconsider Baby
Reconsider Baby ("Reconsidéralo nena") es un blues compuesto por Lowell Fulson que se convirtió en una de las grandes interpretaciones de Elvis Presley a partir de su grabación en 1960. La versión de Presley formo parte de dos álbumes exitosos que fueron una de las ediciones de Elvis Is Back! y 100 Super Rocks el cual alcanzó excelentes posiciones en las listas europeas.  En 1985 RCA editó "Elvis Presley – Reconsider Baby" un álbum genérico de Blues cuya versión en vinilo fue manufacturada en color azul y etiqueta dorada con un contenido de doce temas entre los que se encontraba la canción en cuestión. 
La canción fue posteriormente interpretada por otros artistas como B. B. King, Ike & Tina Turner y Erick Clapton entre otros. 

## Historia
El historiador de blues Jim O'Neal describe "Reconsider Baby" como "la melancólica despedida y súplica de Lowell Fulson a un amante que se va, con un mensaje lírico tan fuerte (y una música memorable a juego) que se convirtió en un estándar en el repertorio de blues moderno".
Los críticos musicales han destacado el fuerte elemento rítmico de la canción: Bill Dahl la describe como un "blues de medio tiempo implacable"  y Don Snowden comenta sobre su "ritmo de swing completamente seguro". 
"Reconsider Baby" tiene una estructura de doce compases con un destacado solo de guitarra de Fulson. Se grabó el 27 de septiembre de 1954 en Dallas, Texas, bajo la supervisión de Stan Lewis , socio de Leonard Chess y propietario de Jewel Records . Fulson cuenta con el acompañamiento vocal y de guitarra de Paul Drake al piano, Bobby Nicholson al bajo y Chick Booth a la batería, además de una sección de instrumentos de viento con Phillip Gilbeaux a la trompeta, Phatz Morris al trombón, Julian Beasley a los saxofones alto y barítono, y Choker Campbell al saxo tenor. 
La canción se convirtió en un éxito, permaneciendo 15 semanas entre 1954 y 1955 en la lista de Rhythm & Blues Records de Billboard , donde alcanzó el número tres. [ 4 ] La canción ha sido incluida en varios álbumes recopilatorios de Fulson, incluyendo Hung Down Head ( Chess 9325) de 1970. 

## Grabación de Presley
Elvis eligió la canción para hacer su propia versión, durante las sesiones de grabación de l 3 de abril de 1960 en el legendario Estudio B de la RCA en Nashville, Tennesee,  poco después de que regresara de cumplir con su segundo año de servicio militar en Alemania. Al igual que sucedió en 1956 con Hertbreak Hotel donde Elvis le realizó tantas modificaciones a la canción original de Tommy Durden y Mae Boren Axton al punto que se ganó una labor compositiva en la misma, en el caso de Reconsider baby, la interpretación vocal impostada y sentimental de Presley junto a los arreglos rítmicos e instrumentales, con un solo de saxofón de Boots Randolph que dividía el tema en dos,   poco o nada se asemejan a la original de Fulson. 

### Mísicos
- Elvis Presley - voz y guitarra acústica rítmica
- Hank Garland - guitarra eléctrica
- Scotty Moore - guitarra eléctrica
- D. L. Fontana - batería
- Buddy Harman - batería
- Floyd Cramer - piano
- Boots Randolph - saxofón
- The Jordanaires - coros

## Listas
| Listas                   | Año  | #  |
| ------------------------ | ---- | -- |
| UK Official Albums Chart | 1985 | 92 |

## Letra
La letra habla acerca de la ruptura sentimental de una pareja que ha estado junta por un largo tiempo, mientras que en primera persona el desdichado protagonista reconoce cuánto odia verla a ella marcharse para luego reflexionar que alguna vez ella le dijo que lo había amado, pero que evidentemente ahora había cambiado de parecer, por lo cual él le propone reconsiderarlo y darse a ella misma un poco más de tiempo antes de tomar una decisión tan tajante.
You said you once had loved me,
But now I guess you've changed your mind.
You said you once had loved me,
But now I guess you've changed your mind.
Why don't you reconsider baby?

Give yourself just a little more time.

## Reconocimiento
Reconsider Baby es un clásico del blues y la canción más reconocida de Fulson.  En 1993, la Blues Foundation la incorporó al Salón de la Fama del Blues en la categoría de "Clásicos de las Grabaciones de Blues".  El Salón de la Fama del Rock and Roll la incluyó en su lista de las "500 Canciones que Definieron el Rock and Roll" 
Reconsider Baby estambién el título de un libro biográfico de Elvis Presley escrito por Shane Brown.